# Marshfield (gmina w Vermont)
Marshfield – gmina (town) w Stanach Zjednoczonych, w stanie Vermont, w hrabstwie Washington. W jej granicach znajduje się wieś Marshfield.